# 波氏毛鼻鯰
波氏毛鼻鯰，為輻鰭魚綱鯰形目毛鼻鯰科的其中一種，為熱帶淡水魚，分布於南美洲巴西東南部里約熱內盧淡水流域，體長可達8.1公分，棲息在水質清澈底層水域，生活習性不明。

## 扩展阅读
維基物種上的相關：波氏毛鼻鯰